# Myrmecia midas
Myrmecia midas är en myrart som beskrevs av Clark 1951. Myrmecia midas ingår i släktet bulldoggsmyror, och familjen myror. Inga underarter finns listade i Catalogue of Life.